# Внешняя политика Объединённых Арабских Эмиратов
Внешняя политика Объединённых Арабских Эмиратов — это общий курс Объединённых Арабских Эмиратов (ОАЭ) в международных делах.политика регулирует отношения ОАЭ с другими государствами. Реализацией этой политики занимается министерство иностранных дел Объединённых Арабских Эмиратов, которое с февраля 2006 года возглавляет шейх Абдалла ибн Заид Аль Нахайян.

## История
В конце 1971 года ОАЭ стали независимым государством, основной задачей при ведении внешней политики стало решение проблем с безопасностью, так как в начале 1970-х годов было неясно, выживут ли ОАЭ в качестве самостоятельного жизнеспособного государства или нет. Например, Саудовская Аравия отказалась признать Объединённые Арабские Эмираты из-за наличия территориального спора по принадлежности Эль-Бурайми. Иран и Оман также выдвигали территориальные претензии к ОАЭ на определенные территории. Кроме того, открытие обширных нефтяных месторождений в 1960-х годах побудили Ирак и другие государства оспаривать легитимность правителей ОАЭ. Поскольку ОАЭ относительно небольшое государство его лидеры осознавали, что безопасности страны от внутренних и внешних угроз зависит от умелого выстраивания дипломатических отношений с другими странами, особенно с наиболее крупными и могущественными соседями, такими как Иран, Ирак и Саудовская Аравия.
Главная цель внешней политики ОАЭ заключалась в том, чтобы избежать распространение на свою территорию различных региональных кризисов. Например, в первые годы независимости ОАЭ в соседнем Омане существовало крупное повстанческое движение, которое угрожало свергнуть правительство этой страны. Оманские повстанцы поддержали Народный фронт освобождения оккупированного Арабского залива, который стремился к созданию республиканской формы правления в ОАЭ. В середине 1970-х годов гражданская война в Ливане отразилась на политической жизни всего Персидского залива. Исламская революция в Иране, гражданская война и ввод советских войск в Афганистане, а также Ирано-иракская война оказали влияние на политику ОАЭ. Несмотря на критику политики Соединённых Штатов Америки (США) в отношении палестинцев, ОАЭ воспринимали свои развивающиеся отношения с США в качестве меры защиты от продолжающихся конфликтов в регионе. Таким образом, к 1990—1991 годам, когда ОАЭ присоединились к военной операции международной коалиции по вытеснению войск Ирака из Кувейта, ОАЭ уже фактически входили в зону влияния США.
Иракское вторжение и оккупация Кувейта стали неожиданностью для властей ОАЭ. До этого кризиса ОАЭ пытались демонстрировать солидарность по межарабским вопросам. В частности, ОАЭ поддерживали борьбу палестинских арабов, как в Лиге арабских государств (ЛАГ), членом которой они являлись, так и на международных форумах. С практической точки зрения это означало, что ОАЭ отказались дипломатически признавать Израиль. Когда в 1979 году Египет подписал мирное соглашение с Израилем, ОАЭ вместе с другими арабскими государствами разорвали дипломатические отношения с Египтом. Однако ОАЭ не стали разрывать контракты с тысячами египетских рабочих в стране и не перекрыли им перевод денежных средств домой. Для ОАЭ вторжение Ирака в Кувейт продемонстрировало отсутствие арабского единства по серьёзному политическому вопросу. ОАЭ присоединились к арабским государствам, которые выступили против иракского вторжения, а также поддержали применение силы против иракских войск.
Кувейтский кризис оказал серьезное влияние на внешнюю политику ОАЭ, так как обнажил слабость и нерешительность Совета сотрудничества арабских государств Персидского залива (ССАГПЗ), одним из основателей которого в 1981 году стали ОАЭ. Но несмотря на это, власти ОАЭ не решились выйти из ССАГПЗ так как имели выгоду от этого союза с Бахрейном, Кувейтом, Оманом, Катаром и Саудовской Аравией. При этом ОАЭ полагали, что необходимо предпринять новые меры для обеспечения безопасности страны. ОАЭ первоначально поддерживали расширение ССАГПЗ, чтобы наладить официальные военные связи с Египтом и Сирией. Когда эти планы провалились власти ОАЭ пришли к выводу, что следует продолжать налаживать военные контакты с Соединёнными Штатами Америки. Следовательно, переговоры между США и ОАЭ начались летом 1991 года и продолжались более года. В конце 1992 года официальные лица обеих стран подписали соглашение, которое разрешало Соединенным Штатам временно использовать некоторые военные базы и осуществлять поставки боеприпасов и снаряжения на территорию ОАЭ.
В 1992 году переговоры с Соединенными Штатами, возможно, стали одним из факторов ухудшения отношений ОАЭ с Ираном, который выступал против продолжения военного присутствия Соединённых Штатов в регионе. Как и Ирак, Иран является крупным и близким соседом ОАЭ. В течение 1980-х годов ОАЭ с трудом поддерживали нейтралитет в Ирано-иракской войне. Этот конфликт также был источником внутренней напряженности в ОАЭ, поскольку Абу-Даби, как правило, поддерживал Ирак, а Дубай больше сочувствовал Ирану. После окончания войны в 1988 году Иран старался наладить с ОАЭ особые и дружеские отношения. К 1992 году ОАЭ стали для Ирана самым близким коммерческим арабским партнером. Таким образом, кризис, разразившийся в апреле 1992 года над спорными островами в Персидском заливе между Ираном и ОАЭ, оказался неожиданным.
Территориальный спор с Ираном по поводу суверенитета над тремя небольшими островами Абу-Муса, Большой и Малый Тунб не поднимался  в течение двадцати лет, но в 1992 году иранские официальные лица в Абу-Мусе отказали в прибытии рабочим из ОАЭ, что противоречило соглашению об общем суверенитете над островом. В 1970 году Иран заявил о своих претензиях на эти три острова, прежде чем образовались ОАЭ. Накануне независимости в 1971 году эмират Шарджа, который имел юрисдикцию над Абу-Мусой, подписал соглашение, заключенное между Лондоном и Тегераном, согласно которому Иран имел право создать военный гарнизон в северной части острова, а Шарджа получало под свой контроль гражданское население острова, проживающее в южной части. Соглашение предусматривало, что Иран и Шарджа будут делиться прибылью от оффшорного нефтяного месторождения, но основной вопрос о полном суверенитете над островом должен был быть разрешен в будущем.
Большой и Малый Тунб — это два необитаемых острова, на которые предъявил претензии эмират Рас-эль-Хайма, но которые с 1971 года заняты Ираном. В отличие от эмирата Шарджа, Рас-эль-Хайма никогда не поддерживал иранских требований к островам и выступал против того, что Великобритания предпочла не вмешиваться в оккупацию островов Ираном. Действительно, негативная реакция эмирата Рас-эль-Хайма в 1971 году заставила его воздерживаться от присоединения к ОАЭ в течение нескольких месяцев. В разгар кризиса 1992 года над правом обладания островом Абу-Мусой, Рас-эль-Хайма вновь поднял вопрос о суверенитете в отношении Большого и Малого Тунба, таким образом, разжигая и без того непростую ситуацию. В конце года Иран и Шарджа пришли к соглашению восстановить статус-кво до кризиса, но инцидент заставил ОАЭ задуматься над иранскими намерениями. В 1993 году ОАЭ поддерживали относительно хорошие отношения со странами за пределами Ближнего Востока. ОАЭ являются членом Организации Объединённых Наций и ее специализированных учреждений, а также членом Организации стран - экспортёров нефти и Организации исламского сотрудничества.
В конце 2017 года приверженность ОАЭ к поддержке светских сил на Ближнем Востоке стала доминирующей движущей силой внешней политики этого государства. Поддержав блокаду Катара, направив военных для участия в гражданской войне в Йемене и призвав Саудовскую Аравию отказаться от своих союзников-исламистов, ОАЭ разработали стратегию двойного сдерживания, направленную на снижение влияния суннитских исламистских сетей и поддерживаемых Ираном шиитских боевых группировок. Приверженность к этой стратегии двойного сдерживания предполагает преобразование ОАЭ из союзника Саудовской Аравии в региональную державу с независимыми геополитическими стремлениями.
ОАЭ поддерживают международную борьбу против терроризма. ОАЭ заморозили счета террористов и приняли меры по борьбе с отмыванием денег. Власти ОАЭ разработали и приняли новые законы о недопустимости финансирования терроризма. ОАЭ участвует в международных программах по восстановлению экономики Ирака, оказывая финансовую поддержку, предоставляя населению бесплатное медицинское обслуживание, реконструкцию больниц, гуманитарные поставки и подготовку полицейских. Также с 2003 года ОАЭ вносят значительный гуманитарный вклад в Афганистан. Эмираты инвестировал 19 млн. долларов США для деятельности в Афганистане Международного движения Красного Креста и Красного Полумесяца, а также выделили 30 млн. долларов США на восстановление экономики страны. Частные лица ОАЭ выделили на реконструкцию объектов в Афганистане сумму в размере 22 млн. долларов США. Эти инвестиции способствовали открытию 11 школ, 6 медицинских клиник, крупной больницы, публичной библиотеки и многочисленных мечетей.
2 мая 2017 года президент Йемена Абд-Раббу Мансур Хади обвинил во время переговоров наследного принца ОАЭ Мухаммада ибн Заида Аль Нахайяна в том, что политика его страны направлена на установление оккупационной власти в Йемене, а не на освобождение этой страны. 26 мая 2017 года йеменские власти сделали заявление, что ВВС Объединённых Арабских Эмиратов вскоре смогут наносить удары по Йемену с новой базы в Сомалиленде. Министр иностранных дел Сомалиленда подтвердил, что ОАЭ могут использовать военную базу в городе Бербера для любых целей, включая тренировки, разведку и осуществления военных операций. Подобные контакты вызвали возмущение в Сомали которое считает, что Сомалиленд является частью его территории.
С 1 января 2024 года является участником БРИКС.